# 클릭원스
클릭원스(ClickOnce)는 마이크로소프트 닷넷 프레임워크 2.0 이상의 구성 요소이며 윈도우 폼 또는 윈도우 프레젠테이션 파운데이션으로 만든 응용 프로그램 배포를 지원한다. 이는 자바 플랫폼용 자바 웹 스타트(Java Web Start) 또는 리눅스용 제로 인스톨(Zero Install)과 유사하다.

## 설명
클릭원스의 핵심 원칙은 윈도우 응용 프로그램 배포를 쉽게 하는 것이다. 또한 클릭원스는 기존 배포 모델의 세 가지 다른 문제인 배포된 응용 프로그램 업데이트의 어려움, 응용 프로그램이 사용자 컴퓨터에 미치는 영향, 응용 프로그램을 설치하려면 관리자 권한이 필요하다는 문제를 해결하는 것을 목표로 한다.
클릭원스 배포 응용 프로그램은 컴퓨터 단위가 아닌 사용자 단위로 설치된다는 점에서 "영향이 낮은" 것으로 간주된다. 이러한 응용 프로그램을 설치하는 데는 관리자 권한이 필요하지 않다. 각 클릭원스 애플리케이션은 다른 애플리케이션과 격리된다. 이는 하나의 클릭원스 응용 프로그램이 다른 응용 프로그램을 "중단"할 수 없음을 의미한다. 클릭원스는 CAS(코드 액세스 보안)를 사용하여 웹에서 클릭원스 응용 프로그램이 시스템 기능을 호출하는 것을 방지하여 일반적으로 데이터 및 클라이언트 시스템의 보안을 보장한다.

## 응용 프로그램
클릭원스 모델은 설치된 애플리케이션(시작 메뉴 통합이 포함된 기존 윈도우 애플리케이션과 유사)과 온라인 애플리케이션(설치되지 않고 실행 및 캐시만 되는 브라우저 호스팅 애플리케이션)을 모두 지원한다. 클릭원스 응용 프로그램은 인터넷 위치, 네트워크 공유 또는 CD-ROM과 같은 로컬 파일 위치에서 컴퓨터로 배포될 수 있다.
클릭원스 배포 기술은 마이크로소프트 비주얼 스튜디오 2005 이상에 통합되었다. 또한 마이크로소프트의 빌드 관리 기술인 MSBuild에서도 기본적으로 지원된다.